# Округ Прат (Канзас)
Округ Прат (енгл. Pratt County) је округ у америчкој савезној држави Канзас. По попису из 2010. године број становника је 9.656. Седиште округа је град Прат.

## Демографија
Према попису становништва из 2010. у округу је живело 9.656 становника, што је 9 (0,1%) становника више него 2000. године.
| Група             | 2000.         | 2010.         |
| Белци             | 9.095 (94,3%) | 8.812 (91,3%) |
| Афроамериканци    | 95 (1,0%)     | 114 (1,2%)    |
| Азијати           | 53 (0,5%)     | 27 (0,3%)     |
| Хиспаноамериканци | 298 (3,1%)    | 525 (5,4%)    |
| Укупно            | 9.647         | 9.656         |